# Berbérati
Berbérati er en by i det vestlige Centralafrikanske Republik, med et indbyggertal (pr. 2003) på cirka 77.000. Byen ligger tæt på grænsen til nabolandet Cameroun.